# Państwowa Akademia Nauk Stosowanych w Nysie

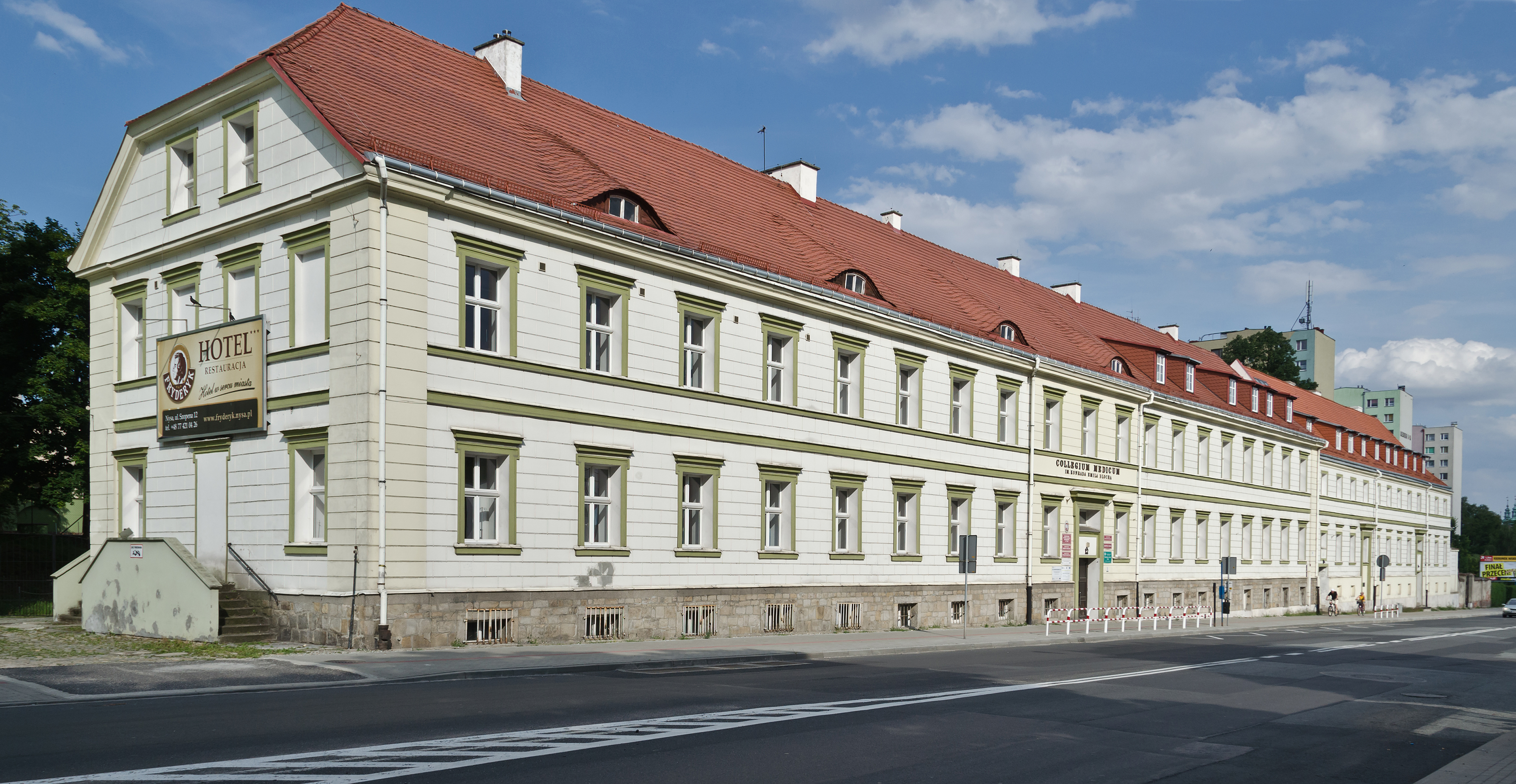
Collegium Medicum

Państwowa Akademia Nauk Stosowanych w Nysie – publiczna wyższa szkoła zawodowa w Nysie powstała 1 czerwca 2001 roku na podstawie rozporządzenia Rady Ministrów z dnia 10 kwietnia 2001 roku z inicjatywy opolskiego i wrocławskiego środowiska akademickiego.
Zgodnie z rozporządzeniem Ministra Edukacji i Nauki z dnia 17 marca 2022 r. w sprawie zmiany nazw niektórych publicznych uczelni zawodowych (Dz.U. poz. 638), Państwowa Wyższa Szkoła Zawodowa w Nysie zmieniła swoją nazwę na Państwowa Akademia Nauk Stosowanych w Nysie.
Uczelnia ta finansowana jest przez dotację z budżetu państwa oraz przez Ministerstwo Nauki i Szkolnictwa Wyższego. Uczelnia kształci profesjonalne kadry na studiach licencjackich, inżynierskich i magisterskich.

## Historia
Państwowa Akademia Nauk Stosowanych w Nysie powstała w 2001 roku (jako Państwowa Wyższa Szkoła Zawodowa w Nysie) wedle pomysłu prof. dra hab. inż. Ryszarda Knosali, ówczesnego doradcy wojewody opolskiego. Uczelnia odwołuje się tradycjami do starego gimnazjum jezuickiego, założonego w Nysie w XVII wieku przez biskupa ordynariusza wrocławskiego oraz księcia nyskiego Karola Habsburga, w którym pobierał nauki przyszły król Polski Michał Korybut Wiśniowiecki.
Od 1 października 2022 r, zgodnie z rozporządzeniem Ministra Edukacji i Nauki z dnia 17 marca 2022 r. w sprawie zmiany nazw niektórych publicznych uczelni zawodowych (Dz.U. poz. 638), dotychczasowa Państwowa Wyższa Szkoła Zawodowa w Nysie zmieniła nazwę na Państwowa Akademia Nauk Stosowanych w Nysie.

## Kształcenie
W roku akademickim 2017/2018 Państwowa Wyższa Szkoła Zawodowa w Nysie oferuje studia I stopnia w trybie stacjonarnym i niestacjonarnym – licencjackie (3-letnie) lub inżynierskie (3,5-letnie):
1. architektura
2. bezpieczeństwo wewnętrzne
3. dietetyka
4. filologia angielska
5. filologia germańska
6. finanse i rachunkowość
7. informatyka
8. jazz i muzyka estradowa ze specjalnościami: wokalistyka, instrumentalistyka, realizacja dźwięku, oraz edukacja artystyczna w jazzie i muzyce estradowej
9. kosmetologia
10. pielęgniarstwo
11. psychofizyczne kształtowanie człowieka
12. ratownictwo medyczne
13. zarządzanie i inżynieria produkcji

Uczelnia prowadzi także studia II stopnia na kierunku pielęgniarstwo, bezpieczeństwo wewnętrzne, kosmetologia, informatyka, zarządzanie, architektura oraz jazz i muzyka estradowa.

## Poczet rektorów
| Lp. | Lata      | Tytuły naukowe     | Imię i nazwisko       | Informacje dodatkowe                                            |
| --- | --------- | ------------------ | --------------------- | --------------------------------------------------------------- |
| 1.  | 2001–2008 | prof. dr hab. inż. | Ryszard Knosala       | inżynier produkcji – organizacja i zarządzanie produkcją        |
| 2.  | 2008–2016 | dr hab. inż.       | Zofia Wilimowska      | ekonomistka – podejmowanie decyzji inwestycyjnych i finansowych |
| 3.  | 2016-2024 | dr inż.            | Przemysław Malinowski | technolog chemii nieorganicznej, nawozy, odpady                 |
| 4.  | od 2024   | dr inż.            | Mariusz Kołosowski    |                                                                 |

## Władze

### Władze (2008–2012)
- Rektor: dr hab. inż. Zofia Wilimowska, prof. PWSZ w Nysie
- Prorektor ds. dydaktyki: dr inż. Przemysław Malinowski, prof. PWSZ w Nysie
- Prorektor ds. ogólnych: dr inż. Tomasz Malczyk, prof. PWSZ w Nysie
- Kanclerz: Zbigniew Szlempo

### Władze (2012–2016)
- Rektor: dr hab. inż. Zofia Wilimowska, prof. PWSZ w Nysie
- Prorektor ds. studenckich i dydaktyki: dr inż. Mariusz Kołosowski
- Prorektor ds. ogólnych: dr inż. Tomasz Malczyk, prof. PWSZ w Nysie
- Kanclerz: Zbigniew Szlempo

### Władze (2016–2024)
- Rektor: dr inż. Przemysław Malinowski, prof. PANS w Nysie
- Prorektor ds. studenckich i dydaktyki: dr inż. Mariusz Kołosowski, prof. PANS w Nysie
- Prorektor ds. nauki i kształcenia ustawicznego: dr Tomasz Drewniak, prof. PANS w Nysie
- Prorektor ds. współpracy i rozwoju: dr inż. Piotr Chwastyk
- Kanclerz: Zbigniew Szlempo

## Struktura uczelni
Na strukturę Państwowej Wyższej Szkoły Zawodowej w Nysie składa się osiem instytutów oraz trzy jednostki uczelniane. Poza tym w ramach uczelni działają jednostki pomocnicze.

### Instytuty
- Instytut Architektury i Urbanistyki
- Instytut Bezpieczeństwa Wewnętrznego
- Instytut Finansów
- Instytut Jazzu
- Instytut Nauk o Zdrowiu
- Instytut Nauk Technicznych
- Instytut Neofilologii
- Instytut Nauk Medycznych

### Jednostki ogólnouczelniane
- Studium Języków Obcych
- Studium Nauk Podstawowych
- Studium Wychowania Fizycznego

### Jednostki pomocnicze
- Akademicki Inkubator Przedsiębiorczości
- Biuro Analiz i Badania Rynku Pracy
- Biuro Badań Naukowych
- Biuro Karier
- Biuro Współpracy Międzynarodowej
- Biuro Projektów i Programów
- Biuro Obsługi Informatycznej
- Biuro Pomocy Materialnej i Obsługi Osób Niepełnosprawnych
- Centrum Badawczo-Edukacyjne Konserwacji Zabytków
- Dział Praktyk Zawodowych
- Oficyna Wydawnicza
- Regionalne Centrum Transferu Wiedzy i Technologii Innowacyjnych

## Baza lokalowa uczelni
Państwowa Wyższa Szkoła Zawodowa w Nysie posiada 8 budynków dydaktycznych, akademik i dwie hale sportowe o łącznej powierzchni ponad 20 tysięcy m². Obiekty te zostały wzorcowo wyremontowane i odrestaurowane, czego dowodem było wyróżnienie nyskiej uczelni przez Głównego Konserwatora Zabytków w Polsce:
- Rektorat PWSZ im. prof. Bernharda Grzimka – budynek oddany do użytku w 2008 roku, w którym znajdują się władze uczelni oraz administracja.
- Gmach Główny im. Christopha Scheinera – budynek oddany do użytku w 2000 r. W budynku znajdują się m.in. instytuty: Finansów i Nauk Technicznych oraz biblioteka.
- Collegium Medicum im. Konrada Emila Blocha – dawniej w tym budynku mieściło się Liceum Pielęgniarskie. Siedziba m.in. instytutów: Nauk o Zdrowiu, Pielęgniarstwa oraz Ratownictwa Medycznego.
- Collegium Artium – dawniej w tym budynku mieścił się Klub Żołnierski i Kino Dąbrowszczak. Siedziba m.in. Instytutu Architektury i Urbanistyki.
- Collegium Philologicum im. Maxa Herrmanna-Neisse – dawniej w tym budynku mieściło się kasyno wojskowe i WKU. Znajduje się tu Instytut Bezpieczeństwa Wewnętrznego i Instytut Neofilologii.
- Collegium Civitias im. bł. Marii Merkert – dawniej w tym budynku mieścił się Dom Metalowca – klub pracowników FSD. Obecnie siedziba m.in. Instytutu Jazzu i Biura Promocji PWSZ w Nysie.
- Centrum Badawczo-Edukacyjne Konserwacji Zabytków dla Opolszczyzny przy PWSZ w Nysie.
- Regionalne Centrum Transferu Wiedzy i Technologii Innowacyjnych PWSZ w Nysie.
- Hala Sportowa AZS – hala klubu uczelnianego AZS PWSZ Nysa oraz m.in. Studium Wychowania Fizycznego i Sportu.
- Hala Sportowa PWSZ – dawna hala sportowa przy jednostce wojskowej.
- Dom Studenta – dawny hotel wojskowy.

## Działalność pozaedukacyjna
Przy PWSZ w Nysie działa klub sportowy AZS PWSZ Nysa, w którym funkcjonują sekcje: młodzieżowa sekcja piłki siatkowej w kategorii młodzik, kadet i junior, tenisa stołowego, sportów walki (judo, boks, MMA), turystyki i taneczna – Tanero. Przy uczelni działa także biblioteka, Biuro Współpracy Międzynarodowej, Akademickie Biuro Karier, Oficyna Wydawnicza i Samorząd Studencki. Każdego roku uczelnia organizuje Nyski Festiwal Nauki.